# Gérard Binet
Pour l’article homonyme, voir Binet.
Gérard Binet (né le 11 novembre 1955) est un dessinateur, homme d'affaires et homme politique fédéral et municipal du Québec.

## Biographie
Né à Thetford Mines dans la région de Chaudière-Appalaches, M. Binet entame sa carrière publique en devenant maire de la municipalité de Saint-Méthode, aujourd'hui fusionnée à Adstock depuis 2001, de 1996 à 2000.
Élu député du Parti libéral du Canada dans la circonscription fédérale de Frontenac—Mégantic en 2000, il est défait dans Mégantic—L'Érable en 2004 par le bloquiste Marc Boulianne.